# Konrad II von Raabs
Konrad II von Raabs (ur. około 1125 / 1130, zm. około 1191) – burgrabia Norymbergi od około 1160 do około 1191.
Był synem drugiego burgrabiego Norymbergi - Konrada I von Raabsa. Objął rządy po swoim stryjecznym bracie Gotfrydzie III von Raabsie. Zmarł nie pozostawiwszy męskiego potomka. Po jego śmierci funkcja burgrabiego przeszła w ręce jego zięcia  Fryderyka I (burgrabiego Norymbergi) (Fryderyka III von Zollerna), jednego z pierwszych przedstawicieli rodu Hohenzollernów. Fryderyk ożenił się bowiem z córką Konrada - Zofią von Raabs i prawdopodobnie już w 1191 został powołany przez cesarza Henryka VI na stanowisko burgrabiego Norymbergi.